# Molk

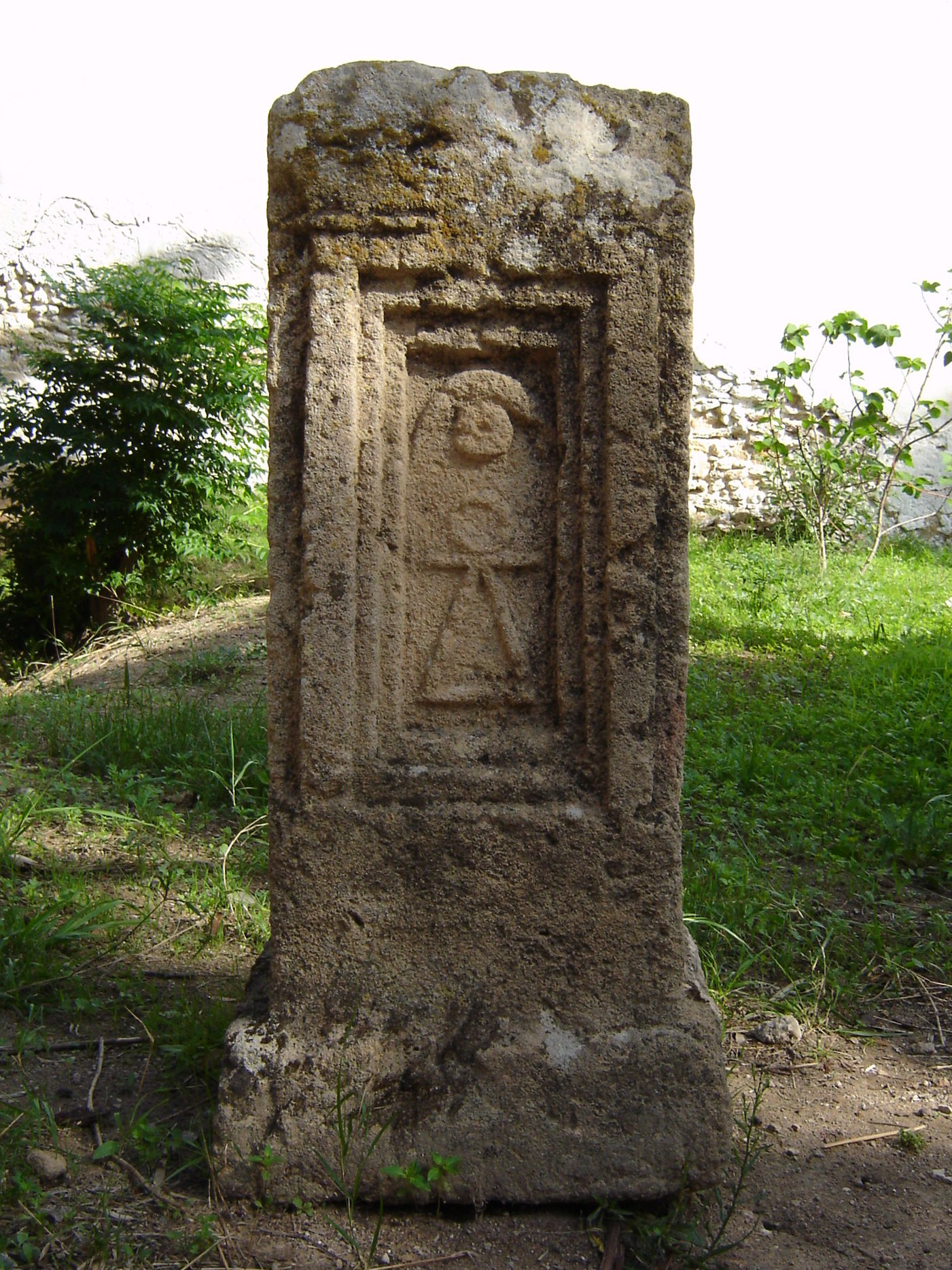
Estela del tofet de Cartago dedicada a Baal Hammon. Se puede observar también el símbolo de la diosa Tanit.

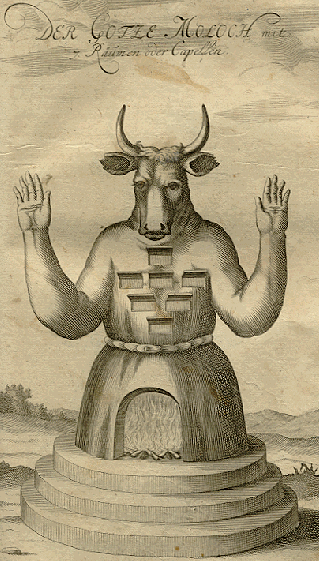
Ilustración de 1711-1738 de Johann Lund Los viejos santuarios judíos.

Molk es un rito religioso característico de la religión cananea, continuado por otros pueblos de Oriente Próximo, entre ellos, los fenicios y los púnicos. Se practicaba en honor al dios Baal Hammon y consistía, en el sacrificio, por cremación, de un hijo recién nacido en perfectas condiciones. Se celebraba en un recinto al aire libre, diferenciado de templos y cementerios, y las cenizas eran guardadas en vasijas y enterradas en el tofet. El mejor estudiado y documentado es el de Cartago, aunque se han encontrado otros en ciudades y colónias, cómo Nora (Cerdeña, Italia) y Motia (Sicilia, Italia).
El rito procede del mundo semita y los hallazgos de Cartago apoyaban la idea de que el molk, como sacrificio cruento, era conocido desde antiguo en Fenicia y desde allí se había difundido por el vecino Reino de Israel y el occidente feniciopúnico, hasta Cartago y sus colonias.
Uno de los autores que ha tratado con más conocimiento el tema, ha sido Roland de Vaux (1964). La opinión de la mayor parte de los estudios venía a sostener que dichos sacrificios nada tenían que ver con cuestiones como el infanticidio y la presión demográfica. Esto resultaba particularmente pertinente cuando se establecía una relación entre el molk y el sacrificio de las primicias, por la que se consideraba que tales holocaustos habrían de afectar de forma especial a los primogénitos. En las últimas décadas los estudios sobre el Molk son liderados por la escuela italiana y la española, destacando la publicación de Amadasi Guzzo (1986) y, sobre todo, las de C. González Wagner y L. A. Ruiz Cabrero (2007).
Cabe destacar el hecho de las pocas fuentes clásicas que tenemos sobre este ritual, limitadas a Diodoro Sículo y Clitarco de Alejandría, mientras que muchos otros autores grecorromanos que nos hablan del mundo cartaginés, como Heródoto o Plutarco nunca lo mencionan. De hecho Diodoro ni tan siquiera lo presenta cómo una práctica habitual, si no cómo un hecho excepcional en un momento de crisis:

“También alegaron que Cronos se había vuelto contra ellos, ya que en otros tiempos solían sacrificar a este dios a los más nobles de sus hijos, pero más recientemente, comprando y criando niños en secreto, los habían enviado al sacrificio; y cuando se hizo una investigación, se descubrió que algunos de los que habían sido sacrificados habían sido falsos. Cuando pensaron en estas cosas y vieron a su enemigo acampado frente a sus muros, se llenaron de un temor supersticioso, porque creyeron que habían descuidado los honores de los dioses que habían sido establecidos por sus padres. En su celo por enmendar su omisión, seleccionaron a doscientos de los niños más nobles y los sacrificaron públicamente; y otros que estaban bajo sospecha se sacrificaron voluntariamente, en número no menor de trescientos. Había en su ciudad una imagen de bronce de Cronos, con las manos extendidas, las palmas hacia arriba e inclinadas hacia el suelo, de modo que cada uno de los niños, cuando se colocaba sobre ella, rodaba y caía en una especie de pozo lleno de fuego.”
Diodoro Sículo, XX, 14, 4-7 (Loeb Classical Library edition, 1954, trad. de C.H. Oldfather)

La veracidad de este rito esta puesta muy en cuestión, y de hecho es un debate no cerrado en la ámbito académico: por ejemplo, Sabatino Moscati consideró que era más probable que se tratara de la ofrenda ritual de niños, niñas y neonatos que habían muerto por causas naturales (cabe recordar que en la Antigüedad la mortalidad infantil era muy alta, aunque Wagner también abre el debate de hasta que punto las causas eran estrictamente naturales, poniendo la posibilidad de malnutrición o pocos cuidados de manera intencional) y que serían enterrados en estos tofet, en lugar de en las necrópolis habituales, porque a su corta edad no serían ciudadanos de pleno derecho; esta "ofrenda" podría significar, al mismo tiempo, una manera de contentar a Baal Hammon (puesto que era una divinidad con un cierto carácter ctónico, al igual que la mayoría de divinidades agrícolas: Deméter, Dioniso, Osiris, etc), y un intento de que éste ayudara a estas criaturas a llegar al Más Allá de la religión púnica.